# Baio
Baio é um personagem da mitologia greco-romana.

## História
Piloto do navio de Ulisses. Morreu na viagem para a Itália. Deu nome a uma montanha na ilha de Cefalônia, no mar Jônio, e à cidade de Baia, na Campânia.